# 峡口大公殿
大公殿位于中国浙江省江山市峡口镇广渡村，2005年3月被列为第五批浙江省文物保护单位
大公殿又称水星阁、文昌阁，与广渡古村隔溪而望，座落于一片平坦的田畈之中。主体建筑三层八角，坐北朝南，前后三进；东、西、北三面平房环绕。据大公殿宝顶的“大清乾隆四十六年岁次辛丑谷旦” 铸刻，说明建筑建于清代中期。